# П'ятра-Олт
П'ятра-Олт (рум. Piatra-Olt) — місто у повіті Олт в Румунії. Адміністративно місту підпорядковані такі села (дані про населення за 2002 рік):
- Бістріца-Ноуе (633 особи)
- Еношешть (346 осіб)
- Кріва-де-Жос (580 осіб)
- Кріва-де-Сус (650 осіб)
- П'ятра (2009 осіб)

Місто розташоване на відстані 145 км на захід від Бухареста, 10 км на південний захід від Слатіни, 36 км на схід від Крайови.

## Населення
За даними перепису населення 2002 року у місті проживали 6347 осіб.
Національний склад населення міста:
| Національність | Кількість осіб | Відсоток |
| -------------- | -------------- | -------- |
| румуни         | 5749           | 90,6%    |
| цигани         | 597            | 9,4%     |

Рідною мовою назвали:
| Мова      | Кількість осіб | Відсоток |
| --------- | -------------- | -------- |
| румунська | 6344           | > 99,9%  |
| циганська | 1              | < 0,1%   |
| німецька  | 1              | < 0,1%   |

Склад населення міста за віросповіданням:
| Релігія        | Кількість осіб | Відсоток |
| -------------- | -------------- | -------- |
| православні    | 6198           | 97,7%    |
| адвентисти     | 103            | 1,6%     |
| не релігійні   | 4              | 0,1%     |
| п'ятдесятники  | 2              | < 0,1%   |
| мусульмани     | 2              | < 0,1%   |
| атеїсти        | 2              | < 0,1%   |
| римо-католики  | 1              | < 0,1%   |
| реформати      | 1              | < 0,1%   |
| греко-католики | 1              | < 0,1%   |

## Зовнішні посилання
- Дані про місто П'ятра-Олт на сайті Ghidul Primăriilor